# Dolina Skrwy
Rezerwat przyrody „Dolina Skrwy” – rezerwat krajobrazowy położony w gminie Gostynin, w powiecie gostynińskim, w województwie mazowieckim.
Rezerwat został utworzony w 1988 roku. Celem ochrony jest zachowanie unikalnego krajobrazu przełomu rzeki Skrwy Lewej oraz różnorodnych zbiorowisk leśnych z przewagą grądów. Według danych z nadleśnictwa powierzchnia rezerwatu wynosi 63,17 ha (akt powołujący podawał 62,80 ha).
Z roślin chronionych występują tu: kruszczyk szerokolistny, kukułka szerokolistna, wawrzynek wilczełyko, lilia złotogłów.